# Brand Hersesson
Brand Hersesson (n. c. 563) fue un caudillo vikingo, primer jarl de Hålogaland (Hålogalandsjarl) en Noruega tras la renuncia de su padre al título real (nórdico antiguo: konungr). Aparece en diversas listas genealógicas de Haakon Jarl que se remontan hasta el patriarcado de Odín. Era hijo de Herse Mundilsson y padre de Brynjulf Brandsson.